# Amatørhistoriker
Amatørhistoriker er betegnelsen for en person, der beskæftiger sig med faget historie enten som en hobby eller professionelt uden at have uddannelse inden for dette felt. Amatørhistorikeren adskiller sig også fra faghistorikeren ved ofte at søge at formidle sine resultater til den brede offentlighed, men sjældent søger udgivelse i akademiske publikationer eller at blive en del af den akademiske diskurs. Amatørhistorikerens virksomhed kan være identisk med faghistorikerens: Alle aspekter af historievidenskab såsom omgang med historisk kildemateriale og formidling af historie. Amatørhistorikere, der udelukkende beskæftiger sig med formidling, kaldes ofte for populærhistorikere.

## Amatørhistorikere efter emne

### Samtidshistorie
- Journalist Peter Øvig Knudsens behandling af Blekingegadebanden i sine tre bogudgivelser, samt hans behandling af ungdomsoprøret  i udgivelserne Hippie 1-2.

### Kunsthistorie
- Forfatteren Rudolf Broby-Johansen var yderst produktiv med 80[1] bogudgivelser, tusindvis af foredrag og artikler indenfor kunst og kulturhistorie. I en menneskealder var han hr. kunsthistorie for det store publikum.
- Kunstneren Asger Jorns projekt 10.000 års nordisk folkekunst. I 1961 grundlage  Asger Jorn "Skandinavisk Institut for Sammenlignende Vandalisme" sammen med arkæologerne P.V. Glob og Werner Jacobsen samt Holger Arbman (Lunds universitet). Det var et meget ambitiøst projekt, der skulle kaste nyt lys over 10.000 års nordisk folkekunst. Det var planlagt, at resultatet skulle udgives i et 32-binds værk.

Fra 1961 til 1965 satte Asger Jorn sit maleri i baggrunden og rejste rundt i Skandinavien sammen med Gerard Franceschi og Ulrik Ross og fotograferede og dokumenterede skandinavisk kunst.
Projektet stoppede uafsluttet i 1965, da Jorn trak sig, fordi han ikke kunne acceptere, at projektet skulle domineres af akademiske fagfolk. Dog stillede Silkeborg kommune en bygning til rådighed til husning af alt materialet, bl.a. 25.000 fotografier. Samlingen blev til det, der i dag er Museum Jorn, Silkeborg. Til dato er 7 af de 32 bind blevet udgivet.

### Wikipedia
- Wikipedia er det største amatørhistoriske projekt til dato. Meget af materialet i Wikipedia har karakter af historieformidling, men da bidragyderne ofte er anonyme, er det ukendt, hvilken faglig baggrund de har. Man må dog antage, at et stort antal amatørhistorikere bidrager.

## Kritik
Kritikken af amatørhistorikerne fra især faghistorikerne er udbredt.  Populærhistorikere, der ofte er at finde på bestsellerlisterne, kan kritiseres for at gøre materialet mere farverigt end det fagligt kan bære.

## Eksterne links
- 10.000 års nordisk folkekunst -  Asger Jorn og de 10.000 år - Politiken.dk
- Niels Henriksen, "Asger Jorn and the Photographic Essay on Scandinavian Vandalism",  Inferno Volume VIII, 20